# Arno Lippert
Arno Lippert (* 19. April 1904 in Berlin; † 19. Dezember 1975 in Herford) war ein deutscher Politiker (CDU).
Arno Lippert besuchte eine Volksschule und später eine private Handelslehranstalt. Er machte eine Ausbildung im Eisengroßhandel und Exportgeschäft in Berlin und Essen. In der Weimarer Republik war er in der Jugendbewegung und auch beim Gewerkschaftsbund der Angestellten (GDA) politisch aktiv. Ab 1924 arbeitete Lippert als Angestellter bei der Linke-Hofmann-Lauchhammer Aktiengesellschaft (L.H.L.) und ab 1929 als Disponent bei der Commercial Investment Trust (CIT). 1936 wurde er selbständiger Grundstücksverwalter in Berlin und studierte an der Wirtschaftshochschule Berlin, die er mit dem Diplom-Handelslehrer abschloss. Er wurde 1940 von der Wehrmacht eingezogen und geriet anschließend in sowjetische Kriegsgefangenschaft.
Nach dem Zweiten Weltkrieg wurde Lippert 1945 Leiter der Rackow-Schule in Berlin und trat im folgenden Jahr der CDU bei. Bei der Berliner Wahl 1950 wurde er in das Abgeordnetenhaus von Berlin gewählt. Bei der folgenden Wahl 1954 wurde er in die Bezirksverordnetenversammlung im Bezirk Neukölln gewählt und war dort stets stellvertretender Bezirksverordnetenvorsteher. Erst bei der Wahl 1971 wurde Lippert erneut in das Abgeordnetenhaus gewählt, im März 1975 schied er aus Altersgründen aus dem Parlament aus und starb nach neun Monaten in Herford.